# Holuba Zatoka
Holuba Zatoka (în ucraineană Голуба Затока) este o așezare de tip urban din orașul regional Ialta, Republica Autonomă Crimeea, Ucraina. În afara localității principale, nu cuprinde și alte sate.

## Demografie
Componența lingvistică a așezării de tip urban Holuba Zatoka
     Rusă (83,75%)
     Tătară crimeeană (7,99%)
     Ucraineană (7,16%)
     Alte limbi (0,83%)
Conform recensământului din 2001, majoritatea populației așezării de tip urban Holuba Zatoka era vorbitoare de rusă (83,75%), existând în minoritate și vorbitori de tătară crimeeană (7,99%) și ucraineană (7,16%).